# عملية التطفير

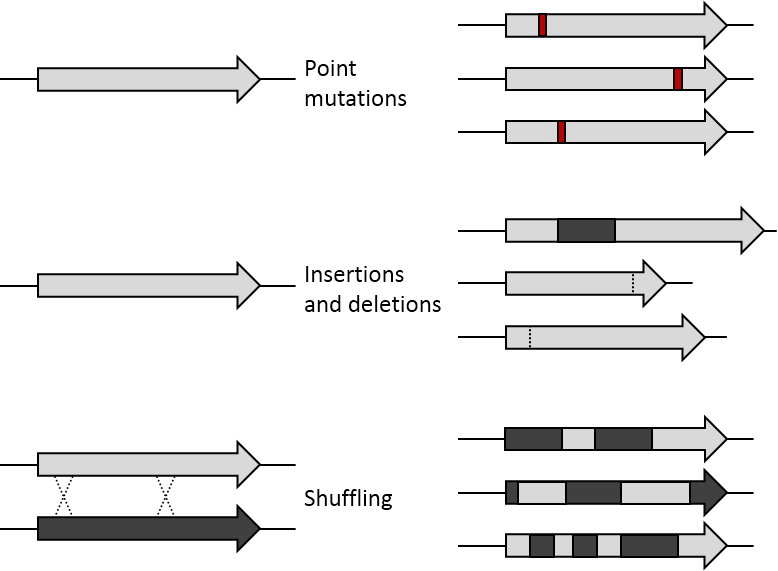

عملية التطفير في المختبر هي من التقنيات الفعالة في علم الأحياء الجزيئية ذات الأهمية الفائقة للأهداف البحثية،  حيث أنها تقوم على استحداث طفرات في خيط الحامض النووي حمض نووي ريبوزي منقوص الأكسجين، وهندسته لمعرفة تأثير ذلك في وظيفته  لإنتاج المطفرات (ذات التغيير الدائم في ترتيب المورثات ) الجينية، البروتينية، سلالات من البكتيريا أو غيرها من الكائنات الحية المعدلة وراثيا. وقد يتم هندسة تلك الطفرات في مكونات الجين المختلفة، مثل عناصر التحكم في إنتاجيته وناتج الجين نفسه،  وكنتيجة يمكن دراسة عمل الجينات أو البروتينات بالتفصيل لتتبع تلك التغييرات،  وتأثيرها في المختبر. بالإضافة لذلك قد تنتج الطفرة أيضا بروتينات متحولة ذات  خصائص مثيرة للاهتمام، أو تعزيز أو استحداث وظائف جديدة لتلك البروتينات،  والتي يمكن الاستفادة منها في الاستخدام التجاري. ويمكن الاستفادة  من إنتاج سلالات الكائنات المعدلة وراثيا  أيضا أن في التطبيق العملي أو تسمح بدراسة  الأساس الجزيئي الخاص بوظيفة خلية معينة.
هناك عدد كبير من الأساليب المطورة لإحداث  الطفرات مخبريا. في البداية، كانت طريقة استحداث  الطفرات تقنيا في المختبر عشوائية تماما، وبعد مراحل من التطور في وقت لاحق أصبحت  الأساليب التقنية الجزيئية  أكثر تحديدا، كالطفرات ذات الموقع المحدد  .أتاحت، منذ عام 2013 ، تقنية كريسبر/البروتين المرتبط بكريسبر 9، والمعتمدة على أساس نظام الدفاع في الفيروسات البدائية، إمكانية تحرير أو احداث طفرات في الجينات في الجسم الحي.

## الطفرات العشوائية
اعتمدت المناهج المبكرة للطفرات على طرق أنتجت طفرات عشوائية بالكامل.  في مثل هذه الطرق ، تتعرض الخلايا أو الكائنات الحية لطفرات مثل الأشعة فوق البنفسجية أو المواد الكيميائية المسببة للطفرات ، ثم يتم اختيار الطفرات ذات الخصائص المرغوبة.  اكتشف هيرمان مولر في عام 1927 أن الأشعة السينية يمكن أن تسبب طفرات جينية في ذباب الفاكهة ، [واستمر في استخدام الطفرات التي ابتكرها لدراساته في علم الوراثة.  بالنسبة للإشريكية القولونية ، يمكن اختيار الطفرات أولاً عن طريق التعرض للأشعة فوق البنفسجية ، ثم تلبيسها على وسط أجار.  يتم بعد ذلك تشكيل المستعمرات المطلية ، واحدة في وسط غني ، والأخرى في وسط ضئيل ، ويمكن بعد ذلك تحديد المسوخات التي لها متطلبات غذائية معينة من خلال عدم قدرتها على النمو في الحد الأدنى من المتوسط.  يمكن تكرار إجراءات مماثلة مع أنواع أخرى من الخلايا ومع وسائط مختلفة للاختيار.
  تم تطوير عدد من الطرق لتوليد طفرات عشوائية في بروتينات معينة لاحقًا للكشف عن طفرات ذات خصائص مثيرة للاهتمام أو محسنة.  قد تتضمن هذه الطرق استخدام النيوكليوتيدات المخدرة في تخليق قليل النوكليوتيد ، أو إجراء تفاعل تفاعل البوليميراز المتسلسل في ظروف تعزز التضمين الخاطئ للنيوكليوتيدات (تفاعل البوليميراز المتسلسل المعرض للخطأ) ، على سبيل المثال عن طريق تقليل دقة النسخ المتماثل أو استخدام نظائر النيوكليوتيدات.  تباين هذه الطريقة لدمج الطفرات غير المتحيزة في الجين هو طفرات التشبع المتسلسلة.  يتم بعد ذلك استنساخ منتجات PCR التي تحتوي على طفرة (طفرات) في ناقل تعبير ويمكن بعد ذلك تمييز البروتينات الطافرة المنتجة.
  في الدراسات التي أجريت على الحيوانات ، تم استخدام عوامل مؤلكلة مثل N-ethyl-N-nitrosourea (ENU) لتوليد فئران متحولة.  غالبًا ما يستخدم إيثيل ميثان سلفونات (EMS) لتوليد طفرات حيوانية ونباتية وفيروسية.
  في قانون الاتحاد الأوروبي (مثل توجيه 2001/18) ، يمكن استخدام هذا النوع من الطفرات لإنتاج كائنات معدلة وراثيًا ولكن المنتجات معفاة من اللوائح: لا توجد ملصقات أو تقييم.

## الطفرات الموجهة
قبل تطوير تقنيات الطفرات الموجهة بالموقع ، كانت جميع الطفرات التي تم إجراؤها عشوائية ، وكان على العلماء استخدام اختيار النمط الظاهري المطلوب للعثور على الطفرة المرغوبة.  تتمتع تقنيات الطفرات العشوائية بميزة من حيث عدد الطفرات التي يمكن إنتاجها ؛  ومع ذلك ، في حين أن الطفرات العشوائية يمكن أن تنتج تغييرًا في النيوكليوتيدات المفردة ، فإنها لا توفر قدرًا كبيرًا من التحكم فيما يتعلق بالنيوكليوتيدات التي يتم تغييرها.  لذلك يسعى العديد من الباحثين إلى إدخال تغييرات مختارة على الحمض النووي بطريقة دقيقة ومحددة الموقع.  استخدمت المحاولات المبكرة نظائر النيوكليوتيدات والمواد الكيميائية الأخرى لأول مرة لتوليد طفرات نقطية موضعية.  تشتمل هذه المواد الكيميائية على أمينوبورين ، الذي يحفز انتقال AT إلى GC ، بينما قد يؤدي نيتروسوجوانيدين و بيسلفيت و N4-هيدروكسيتيدين إلى انتقال GC إلى AT.  تسمح هذه التقنيات بتحويل طفرات معينة إلى بروتين.  ومع ذلك ، فهي ليست مرنة فيما يتعلق بأنواع الطفرات المتولدة ، كما أنها ليست محددة مثل الطرق اللاحقة للطفرات الموجهة بالموقع ، وبالتالي فهي تتمتع بدرجة معينة من العشوائية.  تقنيات أخرى مثل انشقاق الحمض النووي في مواقع محددة على الكروموسوم ، وإضافة نيوكليوتيدات جديدة ، وتبادل أزواج القواعد ، أصبح من الممكن الآن تحديد المكان الذي يمكن أن تذهب إليه الطفرات.

## الطفرات العشوائية
اعتمدت الطرق البدائية لتقنية هندسة الطفرات  على الأساليب التي هي تماما عشوائية في الطفرات المنتجة. وقد تتعرض الخلايا أو الكائنات الحية لعوامل مطفرة مثل الأشعة فوق البنفسجية أو عوامل مطفرة من  المواد الكيميائية، بعد ذلك يتم اختيار مطفرات ذات الخصائص المرغوبة . أكتشف العالم هيرمان مولر  أن الأشعة السينية يمكن أن تسبب الطفرات الوراثية في ذباب الفاكهة (نشرت في عام 1927), وذهب إلى استخدام ذبابة الفاكهة المعدلة وراثيا في دراسته في علم الوراثة. ويتم اختيار المطفرات في بكتريا الإشريكية القولونية ،  عن طريق أولا التعرض إلى الأشعة فوق البنفسجية، ثم زراعتها  على أجار (الوسط الغذائي) . وبعد تشكل المستعمرات يتم إعادة زراعتها على وسط غذائي إحداها  الغنية وأخرى الحد الأدنى من المتوسط من الوسط الغذائي، والتي تشتمل على  المتطلبات الغذائية محددة،   ومن ثم يمكن تحديدها بسبب عدم قدرتها على النمو في الحد الأدنى من المتوسط. قد تتكرر إجراءات مماثلة مع أنواع أخرى من الخلايا مع وسائط غذائية مختلفة للاختيار.
وقد تم تطوير عدد من أساليب توليد الطفرات العشوائية في بروتينات معينة  في وقت لاحق والتي تعتمد على مسح أو البحث عن المطفرات محل الاهتمام أو تحسين خصائصها. قد تنطوي هذه الأساليب  على استخدامdoped nucleotides في عملية تكوين النكليوتيدات، أو إجراء تفاعلPCR لعملية تكثير ال DNA في الظروف التي تعزز misincorporation من النيوكليوتيدات (عرضة للخطأ PCR) ، على سبيل المثال عن طريق الحد من الدقة في عملية التكرار أو استخدام نظائر النكليوتيدات . الاختلاف من هذه الطريقة لدمج غير منحازة الطفرات في الجين هو تسلسل تشبع الطفرات. ويتم بعد ذلك اختيار نواتج ال PCR  التي تحتوي على الطفرة/ت ثم استنساخها إلى حوامل أو ناقلات تعبير الشفرة الوراثية، ويتم دراسة خصائص تلك البروتينات المنتجة وتأثير ذلك التغير على وظيفتها.
في الدراسات الحيوانية، يتم استخدام alkylating agents مثلN-ethyl-N-nitrosourea (ENU) لتوليد الفئران الطافرة. ويستخدم كثيرا كذلك Ethyl methanesulfonate (EMS)  لتوليد الحيوانات ووالنبات الطافرة.

## طفرات ذات الموقع المحدد
يسعون العديد من الباحثين إلى إدخال التغييرات المحددة إلى الحمض النووي في الموقع قيد الاهتمام بطريقة محددة. وقد استخدمت في البداية النظير من النيوكليوتيدات وغيرها من المواد الكيميائية لتوليد الطفرة النقطية بموقع محدد. تشمل مثل هذه المواد الكيميائية على مايعرف aminopurine، الذي يشمل تحور القواعد من AT إلى GC ، بينما قد تحفز، nitrosoguanidine ، ثاني كبريتيت،  و   N4-hydroxycytidine  ، تحور القواعد من GC  إلى AT. تسمح هذه التقنيات بهندسة طفرات محددة  في البروتين; ومع ذلك، فهي ليست مرنة فيما يتعلق بالمورثات المتحورة ولا هي محددة كالأنواع المتطورة بعد ذلك، وبالتالي يكون فيها هذه الطريقة قدر من العشوائية.
تعتمد التقنيات الحالية لعملية التطفير ذات الموقع المحدد عادة على استخدام برايمر(بادئات) مطفرة (اليغنوكليوتيد) في عملية امتداد تفاعل أنزيم المبلمر المتسلسل مع الحمض النووي بوليميريز. تسمح هذه الأساليب بحدوث طفرات على مستوى نكليوتيدات، مثل الطفرة النقطية أو حذف أو إدخال أساس أو أكثر إضافي من الحمض النووي في  مواقع محددة. وقد جعلت منهجية التطور لهندسة تلك التقنيات الوراثية من التطفير في المختبر الآن نسبيا عملية بسيطة وفعالة.
ويمكن لعملية طفرات ذات الموقع المحدد أن تنم بشكل منهجي على سبيل المثال أسلوب هندسة طفرات المسح عن الحمض الأميني  alanine scanning في البروتين بحيث يتم استبدال القواعد بشكل منهجي إلى alanine من أجل تحديد المواقع المهمة لبنية أو وظيفة البروتين.

## طفرات الاندماج
طفرات الاندماج هي تقنية بموجبها يتم فحص عدد كبير من المطفرات لخاصية معينة. في هذه التقنية، يقام بتغيير في تسلسل أسس بضعة مواقع مختارة أو قصيرة ممتدة على خيط الحامض النووي DNA بطريقة مكثفة،  للحصول على مكتبة شاملة من العديد من البروتينات المعدلة . ومن إحدى خصائص هذه التقنية،  القدرة على القيام بإزالة جزء من الحمض النووي واستبدالها مع مكتبة من تسلسل أسس الحمض النووي المعروفة،  والتي تشتمل على جميع المندمجات الممكنة في موقع الطفرة المطلوبة . وقد يكون هذا الجزء في موقع إنزيم نشط  أو تسلسلات لها أهمية هيكلية أو بنية البروتين المنتج  أو خاصيته المناعية. ومع ذلك أيضا يتم  إدراج ذلك الجزء من تسلسل أسس الحمض النووي بشكل عشوائي في الجين، والذي بدوره يساعد من أجل تقييم تأثير تلك التعديلات بالنسبة لخصائص البروتين الناتج من حيث بنية البروتين أو أهميته الوظيفية،  والتي تعتمد بشكل كبير على حجم هذا التغيير.

## طفرات الإدخال
تلعب دورا هاما أبحاث السرطان المهتمة  بهندسة الجينات عن طريق الطفرات المخبرية في تتبع تطور المرض. طفرات الإدخال والتي يتم فيها إدخال أساس أو أكثر إضافي لل DNA باستخدام transposons ، فيروس راجع مثل فايروس mouse mammary tumor    وفايروس murine leukemia virus  لتحديد الجينات المسؤولة عن التسرطن وفهم المسارات البيولوجية لسرطان معين. وقد تستخدم طفرات الإدخال المختلفة لدراسة وظيفة جين معين أيضا.

## إعادة التركيب المتماثل (التهجين)
إعادة التركيب المتماثل،  يمكن استخدامها لإنتاج طفرة محددة في الكائن الحي. يعتمد هذا النوع على ناقلات تحتوي على تسلسل الحمض النووي مشابهة للجينات المراد تعديلها أو تغييرها، ويتم عرضها إلى الخلية،  وتتم هذه العملية بالاستفادة من قدرة ال DNA على التفكك وإعادة البناء، ومن خلالها يتم تكوين هجينا للجين قيد الاهتمام  أو المراد تعديله في الكروموسوم. هذه الطريقة يمكن أن تستخدم لإدخال طفرة أو حذف جين، على سبيل المثال كما تستخدم في إنتاج فئران التجارب knockout mice والتي نزعت منها إحدى المورثات .

## تكوين الجينات
ومع انخفاض  تكلفة تكوين تسلسل أسس الحمض النووي (سلسة النكليوتيدات)، أصبحت الآن عملية تكوين جين كامل وسيلة فعالة من أجل استحداث الطفرات في الجينات. ويسمح هذا الأسلوب باستحداث تعديلات وراثية واسعة،  وذات مواقع متعددة على مستوى الصبغيات في الحمص النووي، بما في ذلك إعادة تصميم كاملة من كودون الاستخدام الجيني لتحسين ذلك لكائن معين.